# Důchodce

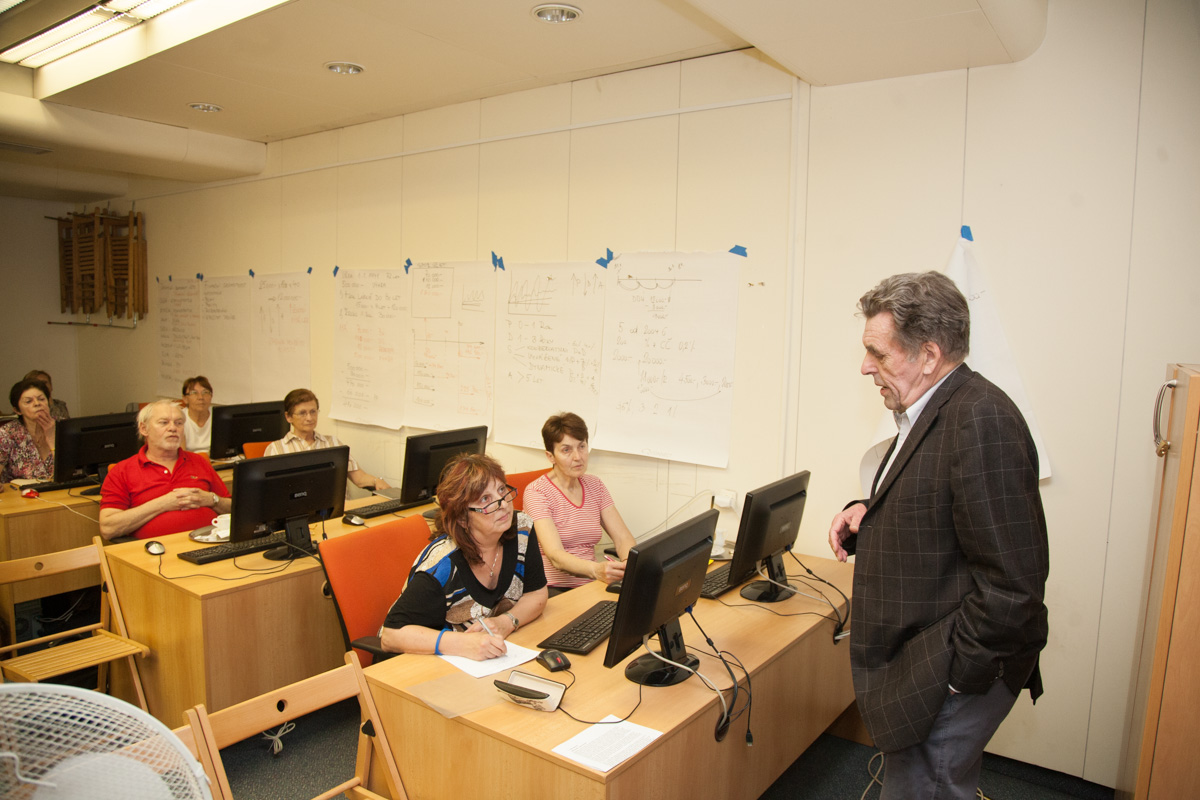
Prof. Jan Sokol (důchodce) vede kurs Senioři píší Wikipedii (2014)

Důchodce je převážně nevýdělečná osoba, která kryje své náklady z důchodu (např. starobního nebo invalidního). Různé země mají různé úpravy věku odchodu do starobního důchodu.

## Důchodci jako politická síla
S rostoucí dobou dožití se podíl důchodců ve společnosti zvyšuje a ti se jako voliči stávají významnou politickou silou. Narůstající podíl důchodců si současně vynucuje úpravy důchodových systémů, zejména věku odchodu do starobního důchodu. Politická strana zaměřená přednostně na problematiku důchodců (Důchodci za životní jistoty) však v ČR 1998–2005 neuspěla. 

## Starobní důchodci v ČR
V Česku bylo v roce 2022 celkem 2,36 milionů starobních důchodců, kteří v průměru pobírali důchod ve výši 17 299 Kč.

### Výplata důchodů v ČR
Česká správa sociálního zabezpečení (ČSSZ) vyplácí důchody dopředu v pravidelných měsíčních lhůtách, buď převodem na bankovní účet nebo hotovostně prostřednictvím České pošty. Příjemci důchodu, kteří si nechávají důchod v hotovosti vyplácet poštou, platí za výplatu důchodu stanovenou částku; o tento poplatek je nižší vyplácená částka důchodu; tento poplatek neplatí důchodci, kterým byl důchod přiznán přiznán před 1. lednem 2010.